# Chorizocarpa michaelseni
Chorizocarpa michaelseni är en sjöpungsart som först beskrevs av Sluiter 1900.  Chorizocarpa michaelseni ingår i släktet Chorizocarpa och familjen Styelidae. Inga underarter finns listade i Catalogue of Life.